# Mașîne, Krasnohvardiiske
Mașîne (în ucraineană Машине) este un sat în comuna Kotelnîkove din raionul Krasnohvardiiske, Republica Autonomă Crimeea, Ucraina.

## Demografie
Componența lingvistică a localității Mașîne
     Rusă (92,86%)
     Ucraineană (5,36%)
     Tătară crimeeană (1,79%)
Conform recensământului din 2001, majoritatea populației localității Mașîne era vorbitoare de rusă (92,86%), existând în minoritate și vorbitori de ucraineană (5,36%) și tătară crimeeană (1,79%).